# Massan (naturreservat)
Massan är ett naturreservat i Kalix kommun i Norrbottens län.
Området är naturskyddat sedan 1997 och är 0,5 kvadratkilometer stort. Reservatet omfattar ön med detta namn i inre delen av Kalix skärgård. Öns skog består av vårtbjörk med inslag av gran, tall och gråal. 